# Stazione di Pregnana Milanese
La stazione di Pregnana Milanese è una fermata ferroviaria della ferrovia Torino-Milano ubicata nel comune di Pregnana Milanese lungo via Olivetti.

## Storia
La fermata venne attivata il 14 giugno 2009 per espressa richiesta dei cittadini del comune omonimo, a margine della realizzazione di un ampio quartiere residenziale dotato di piazza e centro commerciale.

## Strutture e impianti
Il piazzale è composto da due binari dotati di marciapiedi con lunghezza pari a 250 metri e coperti da ampie tettoie vetrate, ai quali si accede tramite sottopassi pedonali.
Nelle immediate vicinanze della stazione ferroviaria è presente un piccolo parcheggio auto.

## Movimento
La fermata è servita dai treni del servizio ferroviario suburbano di Milano, linea S6 (Novara-Pioltello Limito-Treviglio), svolti da Trenord, a cadenza ogni 30 minuti, nell'ambito di contratto stipulato con Regione Lombardia.

## Servizi
Le banchine a servizio dei binari sono collegate tra loro tramite un sottopassaggio pedonale.
- Bar